# Оксалат иттрия
Оксалат иттрия — неорганическое соединение,
соль иттрия и щавелевой кислоты с формулой Y2(C2O4)3,
не растворяется в воде,
образует кристаллогидраты — бесцветные кристаллы.

## Получение
- Осаждение щавелевой кислотой растворимых солей иттрия:

{\displaystyle {\mathsf {2YCl_{3}+3H_{2}C_{2}O_{4}\ {\xrightarrow {}}\ Y_{2}(C_{2}O_{4})_{3}\downarrow +6HCl}}}

## Физические свойства
Оксалат иттрия образует кристаллогидраты состава Y2(C2O4)3•n H2O, где n = 4, 9 и 10,
— бесцветные кристаллы.

## Химические свойства
- Разлагается при нагревании

{\displaystyle {\mathsf {Y_{2}(C_{2}O_{4})_{3}\ {\xrightarrow {700^{o}C}}\ Y_{2}O_{3}+3CO_{2}+3CO}}}